# ВЕС Jädraas
ВЕС Jädraas — наземна вітрова електростанція у Швеції, що знаходиться у центральній частині країни в лені Євлеборґ.
Майданчик для станції обрали в комуні Окельбу за три десятки кілометрів на північний захід від Євле. У 2012—2013 роках тут ввели в експлуатацію ВЕС у складі 66 вітрових турбін данської компанії Vestas типу V112/3000 з одиничною потужністю 3 МВт. Діаметр ротора турбіни 112 метрів, висота башти — 119 метрів.
За проектом вироблення електроенергії на ВЕС Jädraas має становити 570 млн кВт-год. на рік.
Спорудження станції обійшлось у 336 млн євро.